# Веракрус (футбольний клуб)
«Веракрус» (ісп. Veracruz), повна назва «Тібуронес Рохос де Веракрус» (ісп. Tiburones Rojos de Veracruz, «Червоні акули з Веракруса») — мексиканський футбольний клуб з міста Веракрус. Виступав в Лізі МХ, вищому дивізіоні країни. Розформований у 2019 році.

## Історія
«Веракрус» був заснований 9 квітня 1943 року.
У сезоні 1945/46 клуб зіграв 18 ігор: 14 перемог і 4 нічиї. Також у цьому сезоні «Веракрус» виграв свій перший титул.
У сезоні 1947/48 клуб виграв мексиканський Кубок, перемігши «Чівас» з рахунком 3:1.
Незабаром «Веракрус» виграв свій другий титул у сезоні 1949/50, здобувши найбільшу перемогу в історії, обігравши «Монтеррей» з рахунком 14:0.
Роки потому за «Веракрус» виступали такі відомі гравці, як Рене Ігіта, Брауліо Луна, Адольфо Ріос, Луїс Ернандес, Фернандо Арсе, Альфредо Тена та інші. 
Сезон 2004 року був одним з найкращих для «Веракруса». Тоді вони зайняли перше місце, завдяки новим підписаним контрактам з Куаутемоком Бланко, Крістіаном Хіменесом, Клебером Боасом та іншими. У ніч на п'ятницю 25 квітня 2008 на стадіоні імені Луїса де ла Фуенте, «УНАМ Пумас» переміг «Веракрус» з остаточним рахунком 4:2, відправивши його у Другий Дивізіон.
3 червня 2011 року було оголошено про те, що «Веракрус» знімається з чемпіонату Ліги Ассенсо (друга за рівнем ліга в Мексиці) через фінансові проблеми. Однак невдовзі відбулося об'єднання з клубом «Альбінегрос» з Орісаби (заснований в 1898 році) під маркою «Тібуронес Рохос» (Веракрус). Від клубу з Орісаби залишилась лише запасна форма чорно-білого кольору. Завдяки цьому об'єднанню «Веракрус» продовжив виступи в Лізі де Ассенсо в сезоні 2011/12.
По закінченню сезону 2012/13 власники «Веракруса» викупили клуб «Ла П'єдад», який саме вийшов у вищу лігу. Вони ухвалили рішення розформувати «Ла П'єдад» і використовувати його місце у вищій лізі для «Веракруса». Ця угода дозволила автоматично перевести друголіговий «Тібуронес Рохос» до вищої ліги.

## Досягнення
- Чемпіон Мексики (2): 1945/46, 1949/50
- Переможець Ассенсо МХ (другий дивізіон) (1): 2001
- Володар Кубка Мексики (2): 1947/48, Кл. 2016